# Alcala (Pangasinan)
Alcala ist eine Stadtgemeinde in der philippinischen Provinz Pangasinan. Im Jahre 2015 lebten in dem nur 55 km² großen Gebiet 43.402 Menschen, wodurch sich eine Bevölkerungsdichte von 789 Einwohnern pro km² ergibt. Das Gelände ist sehr flach und wird vom Fluss Agno durchquert.
Alcala ist in folgende 21 Baranggays aufgeteilt:
| - Anulid - Atainan - Bersamin - Canarvacanan - Caranglaan - Curareng - Gualsic - Kasikis - Laoac - Macayo - Pindangan Centro | - Pindangan East - Pindangan West - Poblacion East - Poblacion West - San Juan - San Nicolas - San Pedro Apartado - San Pedro IlI - San Vicente - Vacante |

## Persönlichkeiten
- Edward Soriano (* 1946), Generalleutnant der United States Army